# Изабела ди Капуа
Изабела ди Капуа (на италиански: Isabella di Capua; * 1510, † 17 септември 1559, Неапол, Неаполитанско кралство) е княгиня на Мелфи и Молфета (1523 – 1559) и чрез брак графиня на Кампобасо и Гуастала (1539 – 1557).

## Произход
Тя е най-голямата дъщеря на Феранте ди Капуа (* 1495, † 1523), граф на Алесано, маркиз на Спекия, 2-ри херцог на Термоли и княз на Молфета, и на съпругата му Антоника дел Балцо († 1547), дъщеря на граф Джовани Франческо дел Балцо. Император Карл V Хабсбургски позволява на Феранте ди Капуа да комбинира герба си с този на съпругата си. Има една сестра:
- Мария († 1555), херцогиня на Термоли като съпруга на Винченцо ди Капуа.

## Биография
През 1525 г. се омъжва за Трояно Карачоло, княз на Мелфи, който получава като зестра Княжество Молфета, Маркграфство Спекия и Графство Алесано. През 1530 г. бракът е анулиран по политически причини от папа Климент VII.
След това Изабела се омъжва в Неапол за Феранте I Гонзага, граф на Гуастала, капитан и доверен човек на император Карл V. Тя му носи много феоди, сред които Кампобасо, Киеути, Джовинацо, Молфета, Сан Паоло ди Чивитате и Серакаприола. След смъртта на майка си тя наследява и други феоди, включително Алесано.
Изабела е запомнена като жена, възхвалявана от придворните поети и писатели, които ѝ посвещават мадригали и стихотворения заради нейната красота и морални добродетели.
Умира на около 49-годишна възраст в Неапол.

## Потомство
Омъжва се два пъти:
∞ 1. 1525 за Трояно Карачоло, княз на Мелфи, анулиран 1530
∞ 2. за Феранте I Гонзага, (* 28 януари 1507, Мантуа; † 15 ноември 1557, Брюксел), италиански кондотиер, граф на Гуастала (1539 – 1557), вицекрал на Сицилия (1536 – 1546), управител (губернатор) на Милано (1546 – 1555), от когото има седем сина и четири дъщери:
- Анна Гонзага (* 1531, † млада)
- Чезаре I Гонзага (* 1533; † 1575, Гуастала), 2-ри граф на Гуастала (1557 – 1575), херцог на Амалфи; ∞ 12 март 1560 за Камила Боромео, от която има син и дъщеря; има и една извънбрачна дъщеря
- Иполита Гонзага (* 17 юни 1535, Палермо; † 9 март 1563, Неапол); ∞ 1. 1545 за Фабрицио Колона (* 1525, † 1551), наследствен херцог на Паляно, от когото няма деца; 2. 1554 за Антонио Карафа дела Стадера (* ок. 1542, † 1578), княз на Стиляно, херцог на Мондрагоне, от когото има една дъщеря
- Франческо Гонзага (* 6 декември 1538, Палермо; † 6 януари 1566, Рим), от 1561 кардинал, епископ на Мантуа (1565 – 1566)
- Андреа Гонзага (* 9 септември 1539, Палермо; † 1586, Мантуа), от 1560 1-ви маркиз на Спекия и Алесано; ∞ за Мария Лопес де Падия и де Мендоса, дъщеря на дон Антонио Лопес де Падия, господар на Новес и на Ла Мехорада, и съпругата му доня Хуана де Мендоса от графовете на Ла Коруня
- Джан Винченцо Гонзага (* 8 декември 1540, Палермо; † 23 декември 1591, Рим), кардинал от 1578 г.
- Ерколе Гонзага (* ок. 1545, † ок. 1549)
- Отавио Гонзага (* 10 май 1543, Палермо; † април 1583, Милано), господар на Черчемаджоре (от 1559), генерал; ∞ 1. 1565 за Изабела да Кореджо, дъщеря на Манфредо да Кореджо и съпругата му Лукреция д’Есте, бездетен 2. 1575 за Чечилия де Медичи (* 1552/53, † 1616), дъщеря на Агосто де Медичи, маркиз на Меленяно, от която има двама сина. Има и един извънбрачен син.
- Филипо Гонзага († като бебе)
- Джеронима Гонзага († като бебе)
- Мария Гонзага († като бебе).